# Globus d'Or a la millor actriu dramàtica
El Globus d'Or a la millor actriu dramàtica (Best Performance by an Actress in a Motion Picture - Drama) és un premi de cinema atorgat anualment des de 1944 per la Hollywood Foreign Press Association.

## Llista de les premiades
- 1944: Jennifer Jones a The Song of Bernadette
- 1945: Ingrid Bergman a Gaslight
- 1946: Ingrid Bergman a The Bells of St. Mary's
- 1947: Rosalind Russell a La germana Kenny
- 1948: Rosalind Russell a Mourning Becomes Electra
- 1949: Jane Wyman a Johnny Belinda
- 1950: Olivia de Havilland a The Heiress
- 1951: Gloria Swanson a Sunset Boulevard
- 1952: Jane Wyman a The Blue Veil
- 1953: Shirley Booth a Come Back, Little Sheba
- 1954: Audrey Hepburn a Vacances a Roma (Roman Holiday)
- 1955: Grace Kelly a The Country Girl
- 1956: Anna Magnani a The Rose Tattoo
- 1957: Ingrid Bergman a Anastàsia
- 1958: Joanne Woodward a The Three Faces of Eve
- 1959: Susan Hayward a Vull viure
- 1960: Elizabeth Taylor a De sobte, l'últim estiu
- 1961: Greer Garson a Sunrise at Campobello
- 1962: Geraldine Page a Summer and Smoke
- 1963: Geraldine Page a Dolç ocell de joventut (Sweet Bird Of Youth)
- 1964: Leslie Caron a The L-Shaped Room
- 1965: Anne Bancroft a The Pumpkin Eater
- 1966: Samantha Eggar a El col·leccionista (The Collector)
- 1967: Anouk Aimée a Un homme et une femme
- 1968: Edith Evans a The Whisperers
- 1969: Joanne Woodward a Rachel, Rachel
- 1970: Geneviève Bujold a Anna dels mil dies (Anne Of the Thousand Days)
- 1971: Ali MacGraw a Love Story
- 1972: Jane Fonda a Klute
- 1973: Liv Ullmann a Utvandrarna
- 1974: Marsha Mason a Cinderella Liberty
- 1975: Gena Rowlands a Una dona ofuscada (A Woman Under the Influence)
- 1976: Louise Fletcher a Algú va volar sobre el niu del cucut (One Flew Over the Cuckoo's Nest)
- 1977: Faye Dunaway a Network
- 1978: Jane Fonda a Julia
- 1979: Jane Fonda a Tornar a casa (Coming Home)
- 1980: Sally Field a Norma Rae
- 1981: Mary Tyler Moore a Gent corrent (Ordinary People)
- 1982: Meryl Streep a La dona del tinent francès (The French Lieutenant's Woman)
- 1983: Meryl Streep a La decisió de la Sophie
- 1984: Shirley MacLaine a La força de la tendresa (Terms Of Endearment)
- 1985: Sally Field a En un racó del cor (Places in the Heart )
- 1986: Whoopi Goldberg a El color púrpura (The Color Purple)
- 1987: Marlee Matlin a Fills d'un déu menor (Children of a Lesser God)
- 1988: Sally Kirkland a Anna
- 1989: ex aequo Jodie Foster a Acusats (The Accused), Shirley MacLaine a Madame Sousatzka i Sigourney Weaver a Goril·les en la boira (Gorillas in the Mist: The Story of Dian Fossey)
- 1990: Michelle Pfeiffer a Els fabulosos Baker Boys (The Fabulous Baker Boys)
- 1991: Kathy Bates a Misery
- 1992: Jodie Foster a El silenci dels anyells
- 1993: Emma Thompson a Retorn a Howards End (Howards End)
- 1994: Holly Hunter a The Piano
- 1995: Jessica Lange a Les coses que no moren mai (Blue Sky)
- 1996: Sharon Stone a Casino
- 1997: Brenda Blethyn a Secrets & Lies
- 1998: Judi Dench a Mrs. Brown
- 1999: Cate Blanchett a Elisabet
- 2000: Hilary Swank a Boys Don't Cry
- 2001: Julia Roberts a Erin Brockovich
- 2002: Sissy Spacek a A l'habitació (In the Bedroom)
- 2003: Nicole Kidman a The Hours
- 2004: Charlize Theron a Monster
- 2005:[1] Hilary Swank a Million Dollar Baby
- 2006:[2] Felicity Huffman a Transamerica
- 2007:[3] Helen Mirren a The Queen
- 2008:[4] Julie Christie a Away From Her
- 2009:[5] Kate Winslet a Revolutionary Road
- 2010:[6] Sandra Bullock a The Blind Side
- 2011:[7] Natalie Portman a Black Swan
- 2012:[8] Meryl Streep a The Iron Lady
- 2013:[9] Jessica Chastain a Zero Dark Thirty
- 2014:[10] Cate Blanchett a Blue Jasmine
- 2015:[11] Julianne Moore a Still Alice
- 2016:[12] Brie Larson a Room
- 2017:[13] Isabelle Huppert a Elle
- 2018:[14] Frances McDormand a Three Billboards Outside Ebbing, Missouri
- 2019:[15] Glenn Close a The Wife
- 2020:[16] Renée Zellweger a Judy
- 2021:[17] Andra Day a The United States vs. Billie Holiday
- 2022:[18] Nicole Kidman a Being the Ricardos
- 2023:[19] Cate Blanchett a Tár
- 2024:[20] Lily Gladstone a Killers of the Flower Moon

## Actrius amb múltiples premis
| Premis | Actriu           |
| ------ | ---------------- |
| 3      | Ingrid Bergman   |
| 3      | Cate Blanchett   |
| 3      | Jane Fonda       |
| 3      | Meryl Streep     |
| 2      | Sally Field      |
| 2      | Jodie Foster     |
| 2      | Nicole Kidman    |
| 2      | Shirley MacLaine |
| 2      | Geraldine Page   |
| 2      | Rosalind Russell |
| 2      | Hilary Swank     |
| 2      | Joanne Woodward  |
| 2      | Jane Wyman       |